# Юлия Кънчева
Юлия Кънчева Кънчева е българска актриса, сценарист и режисьор.

## Биография
Родена на 1 юли 1956 г. в София. Завършва през 1980 г. ВИТИЗ „Кръстьо Сарафов" със специалност кинорежисура в класа на професор Янко Янков.
Член е на International Documentary Association (IDA), на Съюза на българските филмови дейци, на Съюза на българските журналисти и на сдружение за хабилитирани преподаватели в областта на филмовото и ТВ изкуство АКАДЕМИКА 21.
Автор и режисьор на 17 документални филма, две ТВ постановки, една игрално-документална новела, един ТВ игрален филм в две части по 54 мин., няколко ТВ предавания за БНТ.

## Награди
- „Сребърен дракон“ от Филмовия фестивал в Краков, 1989 за филма Животът е пред нас (1988)

## Филмография
Като сценарист и режисьор
- Без семейна прилика (2-сер. тв, 2004)
- Черният път на христовите невести (2001)
- Made In Bulgaria (1992)
- Виенско колело (1991)
- Животът е пред нас (1988)
- Без упойка (1987)

Като режисьор
- Пътят на Левски (2007)
- Галоп, галоп (1983) – сц. Христо Илиев – Чарли

Като актриса
- Юдино желязо (1989) Г-жа Миланова
- Адиос, мучачос (1978)